# Самурская долина
Самурская долина — историко-географическая область и ядро исторической Лекии на юге современного Дагестана, населённая преимущественно коренными лезгиноязычными народами — лезгинами, рутульцами, цахурами.
В старых грузинских источниках территория Самурской долины называлась Лекети (груз. ლეკეთი) .

## География
Самурская долина расположена на юге Дагестана. Географически представляет собой равнинный участок земли вдоль реки Самур от Цахура и Рутула до Каракюре и восточного основания горы Гестинкиль.
Исторически Самурской долиной принято считать участок от гребня Самурского хребта на юг, до Главного Кавказского хребта, а именно, территории нынешних Рутульского, Ахтынского и Докузпаринского районов, а также участок Магарамкентского района западнее села Гарах.

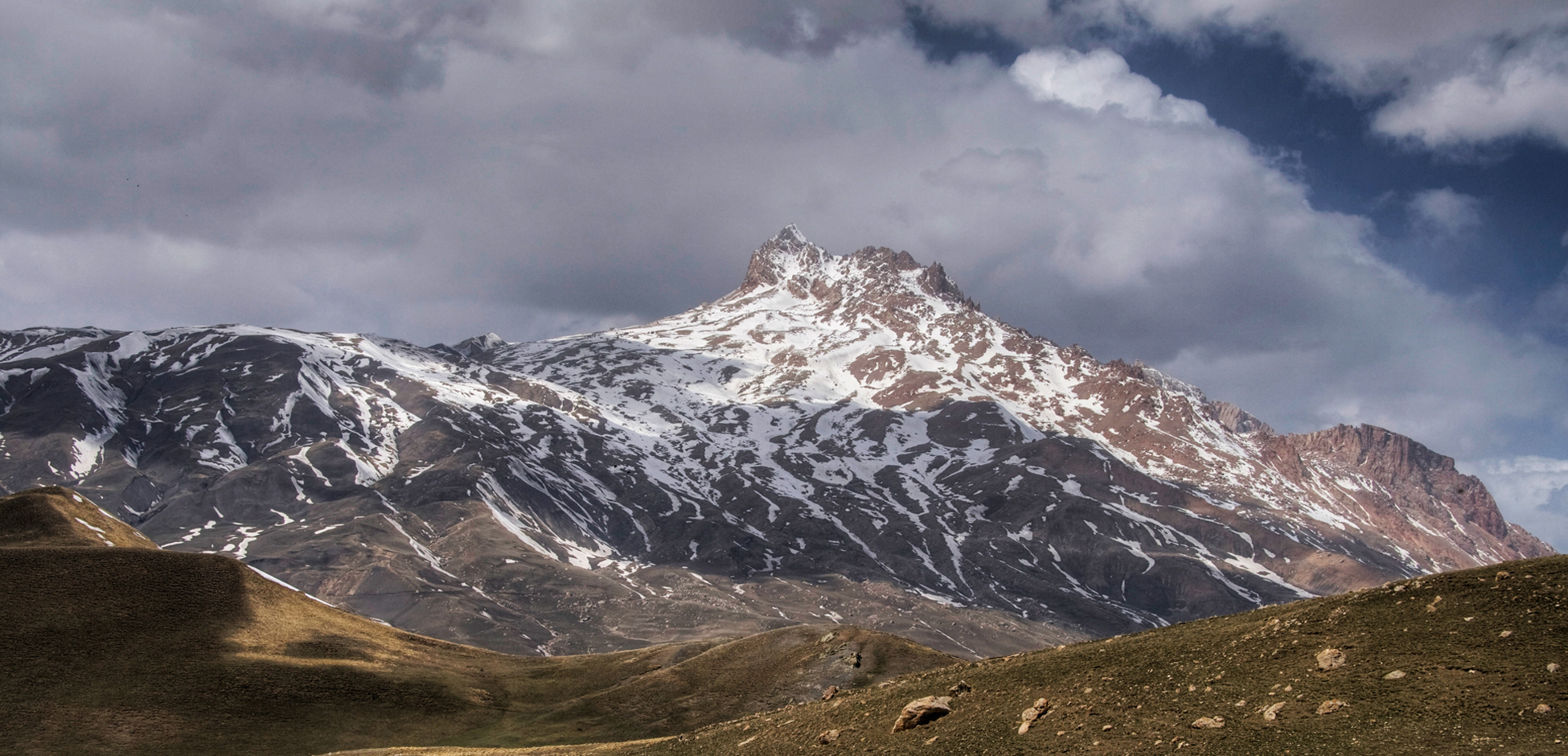
Гора Шалбуздаг — одна из господствующих вершин Самурской долины

## История
В древности территория Самурской долины была населена предками нынешних жителей этой области, а именно племенами Кавказской Албании. В верховьях Самура проживали сильвы (чилбы) и гаргары, ниже по течению жили леки и гелы. Сохранились целый ряд топонимов связанные с племенем леги/леки — Лек, Лгар, Лекун, хребты Лека, Лекырга (на юге Рутульского района), Лекдаг «гора Леков» (возле села Ухул Ахтынского района).
Самурская долина была присоединена к Кавказской Албании в I веке н. э. В VI веке провинция Лакз, ядром которой являлась Самурская долина, откололась от Кавказской Албании и стала самостоятельным государством. В VIII веке Лакз был подчинён арабами. Закария аль-Казвини, со слов своего информатора — факиха Юсуфа ибн Мухаммеда Гянджинского, указывает на наличие торгового пути, ведущего из Гянджи, через Самурскую долину в Дербент и Нагорный Дагестан.
В первой половине XIII века верховья Самура переживают период капитального строительства в селениях, особенно в таких сёлах, как Рутул, Ихрек, Мишлеш, и др. В 1239 году в Цахуре было завершено строительство. В 1301—1302 гг. ильхан Газан-хан предпринял поход в Южный Дагестан, сломив оборону обществ верховья Самурской долины. С этим событием связан экономический и политический упадок Самурской долины.

### Период вольных обществ
В XVI—XVII веках начался процесс складывания вольных обществ:
- Ахтыпара-1: Ахты, Хкем, Хуля, Гра, Гогаз, Усур, Кака, Гдынк, Кудчах, Миджах, Смугул, Хал.
- Ахтыпара-2: Борч, Гдым, Маза, Фий, Хнов.
- Рутульское вольное общество[10][11][12]: Амсар, Вруш, Джилихур, Ихрек, Кала, Кина, Киче, Куфа, Лучек, Мюхрек, Нацма, Пилек, Росо, Рутул, Шиназ, Уна, Фартма, Хнюх.[13]
- Докузпара: Джаба, Балуджа, Джиг-Джиг, Ихир, Лгапиркент, Ухул, Филидзах, Храх, Ялджух.
- Алтыпара: Микрах, Каракюре, Куруш, Текипиркент, Мака, Каладжух.

Помимо вышеперечисленных вольных обществ, в Самурской долине располагались самостоятельное село Мискинджа и территория Ихрекского наибства Самурского округа.
В 1734 году лезгинские сёла Самурской долины были разграблены войсками иранского полководца Надир-шаха.
Система вольных обществ просуществовала вплоть до насильственного присоединения сёл и обществ Самурской долины к Российской империи в 1839 году. Вольные общества были расформированы, на их месте были образованы Лучекское, Ахтыпаринское и Докузпаринское наибства, из которых состоял Самурский округ.
В 1849 году разразилась эпидемия холеры.
Согласно всеобщему географическому и статистическому словарю С.П. Гагарина 1843 года:
Ахтыпаринское, Алтыпаринское, Докузпаринское и Тагирджальское вольные общества лекзинские.

### XX век
В 1928 году Самурский округ был разделён на самостоятельные муниципальные образования — Рутульский, Ахтынский и Докузпаринский районы. Рутульские села Хнов и Борч были отнесены к Ахтынскому району, а лезгинские Хлют, Лакун, Иче и Играх к Рутульскому району.

## Историческая правовая система
Самурские государственные образования были теократическими, правовая система в них основывалась на шариате. Высшим должностным саном в долине был кадий (верховный шариатский судья). Их было всего пятеро — в Ахтах, Борче, Рутуле, Хнове и Шиназе. Каждый самурец имел право обращаться к любому из кадиев. За апелляцией на решение одного кадия можно было обратиться к другому. После кадиев шли эфенди. Их число зависело от того, сколько мулл было достойно иметь этот сан. Однако число их никогда не превышало тридцати. Получение муллой звания эфенди не обязывало его менять место жительства. Что касается мулл, то их количество в каждом селении соответствовало количеству мечетей. Кадии появились в середине XVIII века, до тех пор главами вольных обществ были эфенди.

## Геополитическая характеристика
В период XVI—XIX веков, ввиду отсутствия политического единства, Самурская долина становилась объектом экспансии своих соседей — Казикумухского шамхальства, Ширванского и Кубинского ханств. Но в подчинении у соседей самурцы не находились, или находились в течение незначительного времени. В междоусобных распрях самурцы нередко обращались за помощью к шамхалам казикумухским, либо дербентским и кубинским ханам.
В 1728 г. И. Г. Гербер отмечал добрососедство, сплочённость и взаимопомощь самурских общинных союзов: «Сии пять союзов (Ахтыпара, Докузпара, Алтыпара, Рутул и Мискинджа) крепко заедино стоят, и что одному учинится, то и другие так, как себе учинено почитают», «… хотя всякая деревня своего старшину имеет, однакож обыватели оным мало послушны бывают, ибо всяк сам собою господином. И хотя оные все воры и грабежники, однакож в Кубе нападения и воровства никакого не чинят, чтоб чрез то волю не потерять ...; токмо свой воровской промысел употребляют далее в горах и к Грузии. Оные употребляют оружие огненное, добрые сабли и много панцеров, люди смелые и огня не боязливые».
Автор отмечает политическую независимость самурских союзов: «Понеже народ вольной, доходов и податей никому не платят, но и впредь платить не будут и, надеясь на крепкую ситуацию их места, не опасаются, чтобы кто их в подданство привесть и принуждать может. Оные никогда ни под персидскою, ни под какою другою властию не стояли, и ходя прежде сего султаны дербентские их яко подданными к Персии почесть хотели и к тому принуждать трудились и для того часто великая команда из Дербента посылалась, чтобы их силою под владение привесть, однакож дагистанцы всегда противились и высланных дербенцов кровотекущими головами назад отсылали».

## Население

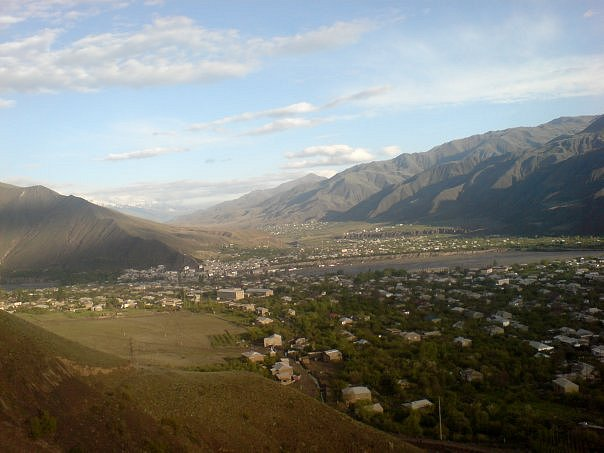
Самурская долина у села Ахты

По официальным данным конца XIX века, 95% населения Самурской долины составляли лезгиноязычные народности.
Ныне на территории Самурской долины проживает около 75 тысяч человек. Этнический состав населения представлен преимущественно лезгинами, рутульцами и цахурами. Здесь также проживают лакцы (Аракул, Верхний Катрух), аварцы (Кусур) и азербайджанцы (Нижний Катрух). Азербайджанцы и лакцы являются позднейшими  переселенцами на  земли рутульцев. Современный ареал проживание аварцев, лакцев и азербайджанцев Самурской долины не совпадает с исторически исконным ареалом этих народов.
Во всех самурских сёлах население придерживается ислама суннитского толка, кроме селения Мискинджа Докузпаринского района, исповедующего шиизм.

Про население Самурской долины во времена Кавказской войны, российский военный историк В. И. Томкеев пишет: 
Главное значение Самурского округа заключалось в том, что население этого уединённого района всегда принимало деятельное участие во всех восстаниях, направляя враждебные действия обыкновенно на юг, в Елисаветопольскую губернию, — к Нухе, к стороне Лезгинской линии — Закаталам и другие местности.